# Nicolaaskerk in Zarjadje
De Nicolaaskerk in Zarjadje (Russisch: Церковь Николы Мокрого) was een Russisch-orthodoxe Kerk in het centrum van Moskou. De kerk lag in de historische wijk Kitajgorod, in een buurt die de naam Zarjadje droeg. In 1932 werd de kerk volledig gesloopt.

## Geschiedenis
De kerk werd reeds genoemd in kronieken van 1468. Een letterlijke vertaling van de naam van de kerk is "de natte Nicolaaskerk". Deze toevoeging heeft mogelijk te maken met het feit dat de oorspronkelijke kerk in de 14e eeuw aan een pier stond. Een andere mogelijkheid is dat het gebied waarop de kerk stond erg vochtig was en geteisterd werd door overstromingen. Ook zou het een verwijzing kunnen zijn naar een icoon in de kerk, waarop de heilige Nicolaas kinderen red uit het water. In 1802 werd de kerk ingrijpend verbouwd en kreeg het een neogotische stijl.

## Sovjet-periode
De Nicolaaskerk werd gesloten in 1932. Tijdelijk kreeg de voormalige kerk een opslagfunctie voor theaterrekwisieten. Even later volgde de volledige sloop van de kerk. Er waren plannen om op de plek een enorm gebouw voor het Volkscommissariaat te bouwen en een groot deel van de buurt viel eveneens onder de sloophamer. Het gebouw zou echter niet nooit worden voltooid. In de vroege jaren 60 werden alle resterende panden van de oude buurt (met uitzondering van de overgebleven kerk) alsnog afgebroken om plaats te maken van het monstrueuze hotel "Rusland". Inmiddels is ook het hotel gesloopt en wordt er in Moskou nagedacht over de nieuwe bestemming van het gebied. Bij het maken van de plannen wordt het niet uitgesloten dat de Nicolaaskerk weer zal worden herbouwd.